# Translatio, imitatio en aemulatio
Translatio (of interpretatio), imitatio en aemulatio (vertalen, navolgen en overtreffen) zijn vormen van omgang met oudere voorbeelden met name in de Romeinse en renaissancecultuur. In de volgorde van begrippen zit een toenemende waardering voor het resultaat. 
De minste waardering was er voor de translatio of interpretatio. Hiervan was sprake wanneer een schrijver een tekst vertaalde of een parafrase daarvan gaf, en wanneer een kunstenaar een kunstwerk namaakte. De volgende stap van imitatio bestond uit het imiteren van de stijl van een schrijver of kunstenaar en leidde tot het ontstaan van een nieuw kunstwerk. Zo schreef Pieter Corneliszoon Hooft zijn Nederlandsche Historiën in de stijl van de Romeinse geschiedschrijver Tacitus. Het hoogste doel was de aemulatio, waarbij men het voorbeeld overtrof. Zo beoogde Joost van den Vondels toneelstuk Jeptha bijvoorbeeld een verbetering te zijn van het drama Jepthes van de Schotse Neolatijnse dichter George Buchanan, en zijn treurspel Adam in ballingschap van het Latijnse drama Adamus exul, dat Hugo de Groot in 1601 op achttienjarige leeftijd had geschreven en dat Vondel van een senecaanse tragedie omvormde tot een sophoclesiaanse. In Frankrijk was het voortdurend streven naar aemulatio de belangrijkste aanleiding tot de Strijd tussen de klassieken en de modernen aan het eind van de 17e eeuw .
Vanwege de grote waardering voor de kunstvormen van imitatio en aemulatio is in de Romeinse kunst en literatuur veel terug te vinden van de Griekse voorbeelden waar zij zich op inspireerden. In de kunst van de renaissance zijn duidelijk de invloeden van de klassieke beelden te zien, en in de literatuur van renaissance en barok is de antieke cultuur de voornaamste bron voor thematiek en vormgeving van de teksten. Dit geldt niet alleen voor de Neolatijnse literatuur - waar om begrijpelijke redenen de translatio een relatief geringe rol speelde - maar ook voor de literatuur in de verschillende volkstalen. Zoals uit het voorbeeld van Vondels Jeptha blijkt, kon ook aemulatio plaatsvinden van meer eigentijdse kunstwerken.